# Struț
Struțul comun (Struthio camelus) este o pasăre care trăiește în Africa, aparținând de grupa păsărilor alergătoare, fiind cea mai mare pasăre care trăiește în prezent pe Pământ. Struțul african care trăiește acum în deșertul Sahara a fost răspândit în trecut și pe teritoriul Asiei de vest. Penele și carnea struțului fiind apreciate de om, acest fapt a dus la dispariția speciei de pe teritoriul asiatic.

## Caracteristici
Masculul atinge înălțimea de 210 până la 275 cm, având o greutate de 100 - 130 până la 150 kg, femelele sunt mai mici având înălțimea de 175 – 190 cm și greutatea de 90 – 110 kg.
Masculul are pene albe și negre în trecut erau foarte apreciate, pe când femela are un penaj de culoare mai spălăcită cenușie, puii având o culoare asemănătoare cu femela. Picioarele lungi ale struțului sunt de culoare cenușie, cenușiu albăstrui lipsite de pene, la mascul în perioada de împerechere picioarele sunt de culoare rozacee putând fi văzute de la distanță.
Pasărea are un gât golaș lung, capul struțului fiind mic în raport cu mărimea păsării, ochii în schimb au un diametru de 5 cm, fiind în cadrul vertebratelor terestre ochii cei mai mari.

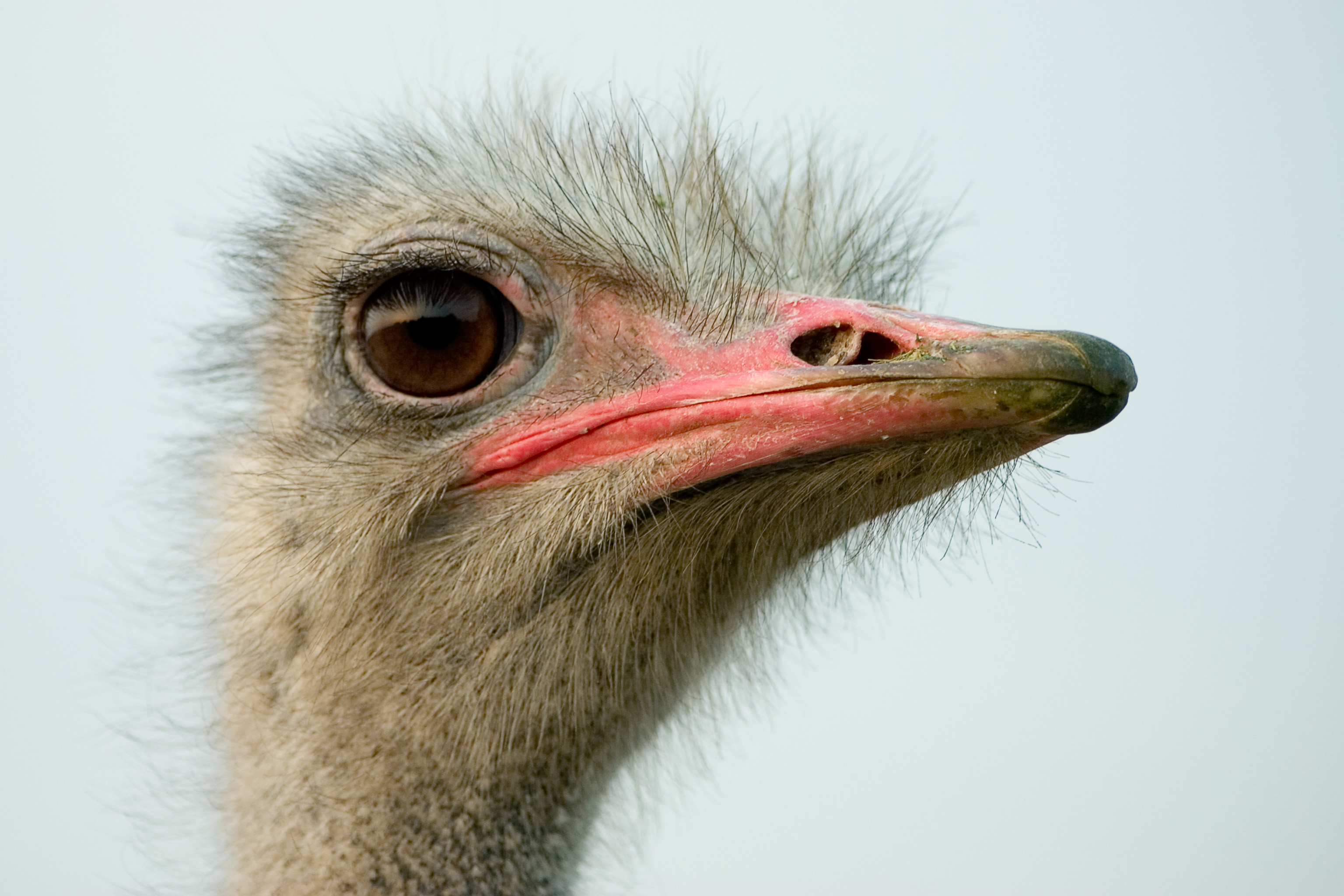
Cap de struț african

Bazinul struțului ventral (dedesubt) are simfiza pubiană (Symphysis pubica) închisă, care este un caz de excepție la păsări.
Struțul are o musculatură a picioarelor puternic dezvoltată, ca o adaptare la alergare, atingând o viteză de 70 km/h, pe când timp de o jumătate de oră pasărea poate alerga cu o viteză de 50 km/h.
Astfel, o altă particularitate caracteristică numai struțului este faptul că, prin adaptare la fugă, pasărea are numai două degete (Didactylie) la picior, picioarele folosind și ca o armă de temut. Degetele au gheare puternice ce ating o lungime 10 cm.
Osul pieptului (Sternum) este plat (lat. Ratis) la toate varietățile de struți, din care cauză pasărea are o centură scapulară dezvoltată cu oasele Os coracoideum și Clavicula. 
Aripile struțului sunt relativ mari, dacă luăm în considerare că este o pasăre adaptată la alergare, care nu poate zbura, aripile fiind folosite la păstrarea echilibrului corpului în timpul alergării, sau în perioada împerecherii.
Glasul masculului poate fi auzit în perioada împerecherii, fiind asemănător cu glasul leului, pe când glasul puilor este mai melodios.

### Alte date
- Înălțimea totală: mascul 2,10 - 2,70 m; femelă: 1,75 - 2,50 m
- Greutatea: 110 – 150 kg
- Vârsta: 60 - 70 ani; poate fi consumat până la 40 ani
- Maturitate sexuală: 1,5 - 2 ani
- Perioada de împerechere: februarie - septembrie
- Femelele depun în  medie un ou la două zile (între 40 și 60 de ouă într-un sezon)
- Clocire: 39 - 45 zile

## Răspândire

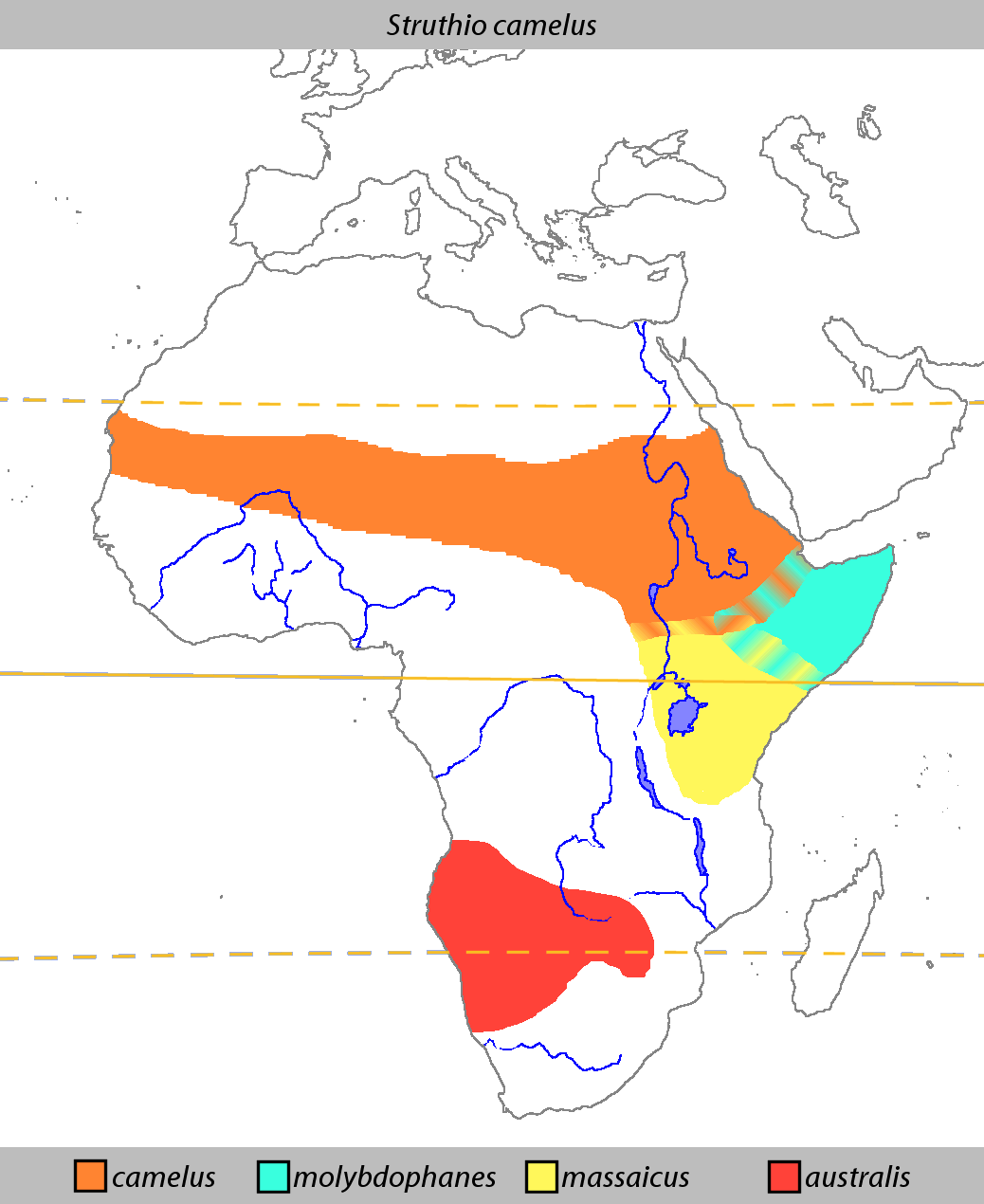
Răspândirea struțului

Mediul natural de viață a struțului este Africa, mai ales partea de sud și partea estică a continentului. Struțul a dispărut de pe teritoriul Arabiei, din nordul Saharei și din vestul continentului asiatic. Păsările trăiesc în regiuni de deșert și savane deschise, preferă regiunile cu iarbă scurtă, lipsite de copaci înalți. În zonele în care cresc numai tufișuri, ce i-ar putea împiedica la fugă sau să vadă la distanță mare, rămân un timp scurt. Deșertul propriu zis, fără vegetație, care nu oferă hrană va fi numai traversat, deoarece pasărea extrage toată apa din hrană, struțul poate trăi fără probleme în regiuni aride. În Australia există de asemenea struți, dar care sunt de fapt păsări care au scăpat din ferme și care ulterior s-au sălbăticit.